# الاستاد الوطني المسقوف

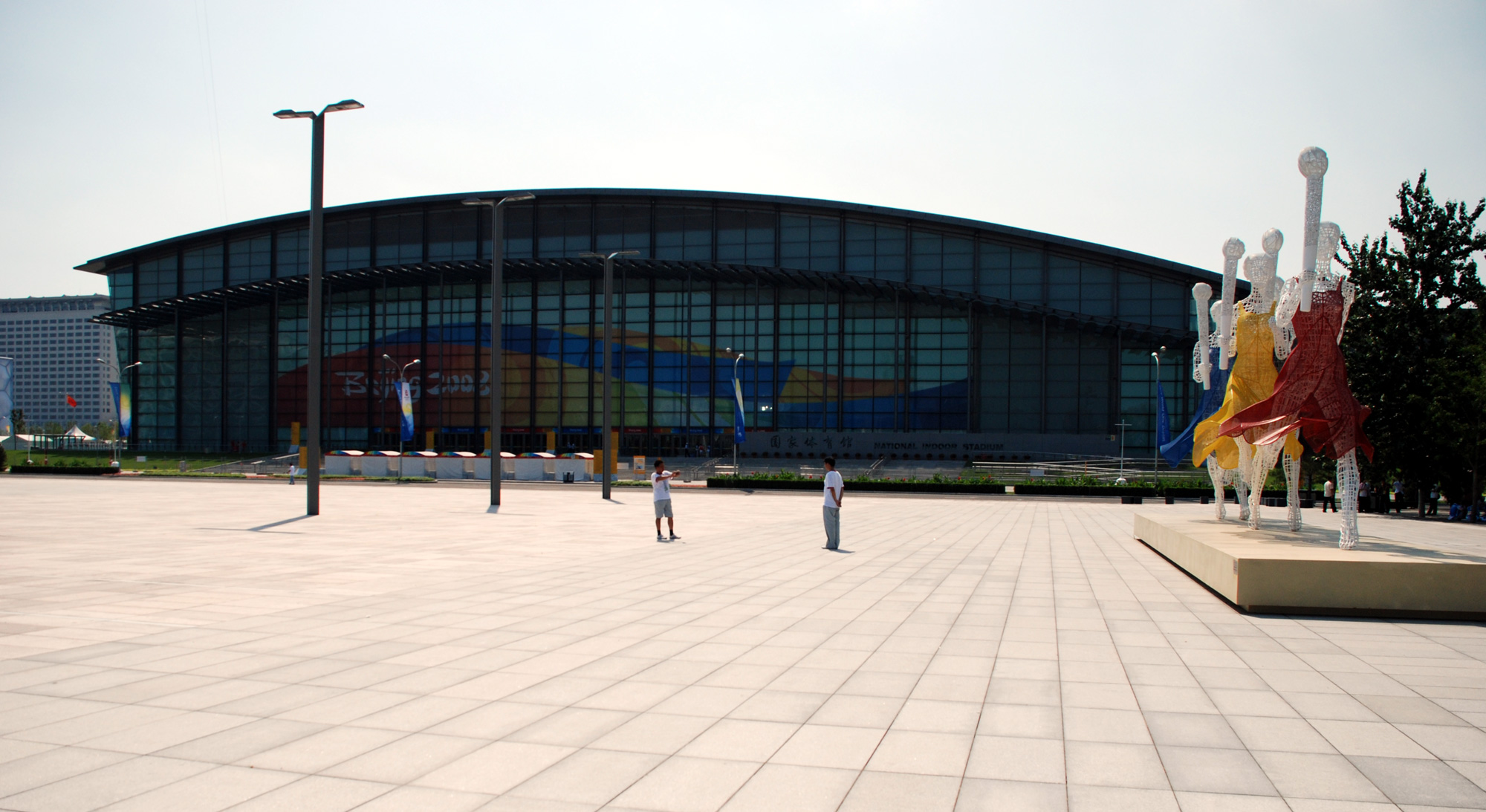

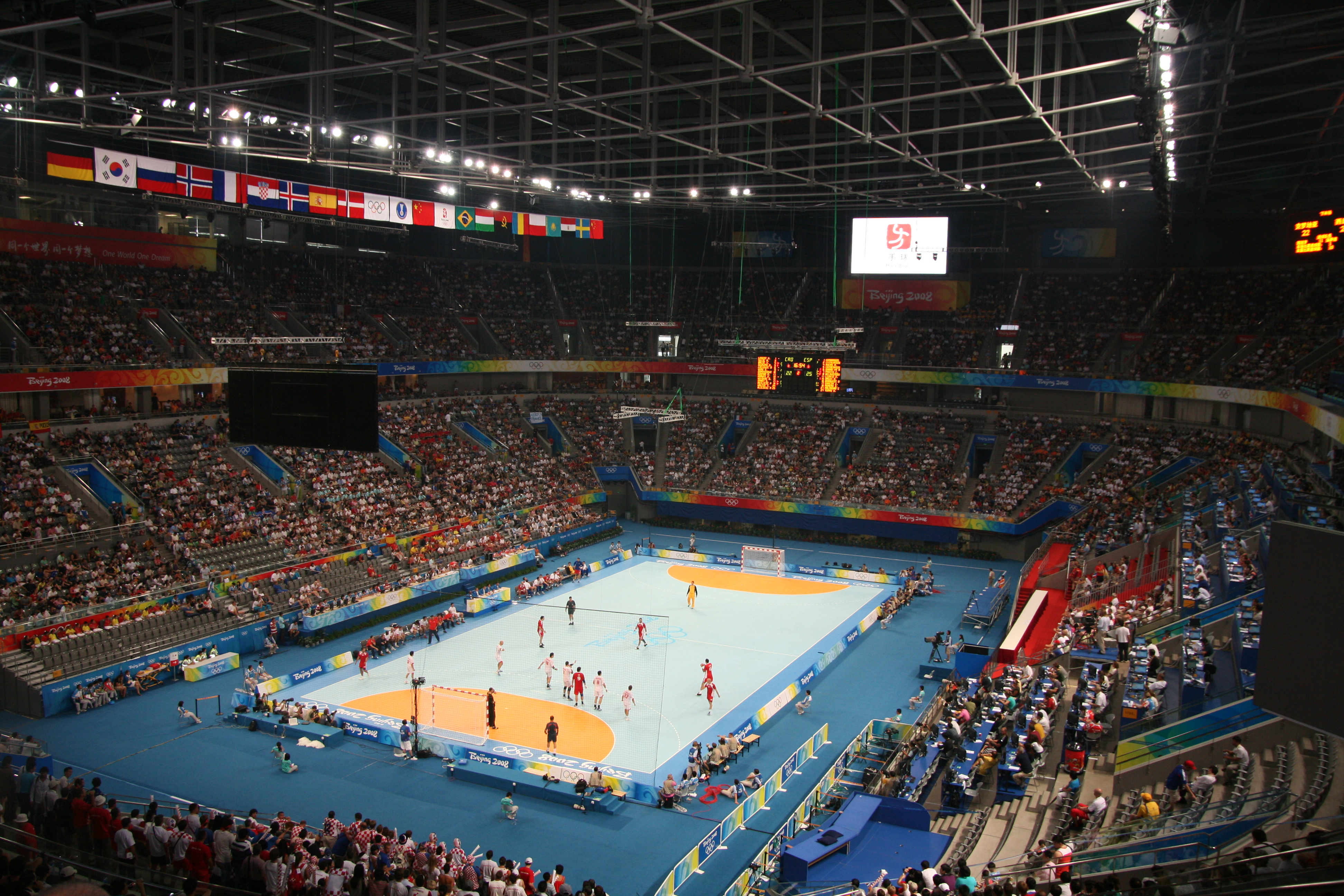

الإستاد الوطني المسقوف في بكين داخل الحديقة الأولمبية أنشأ خصيصا لأجل أولمبياد بكين 2008 وتقام فيه ألعاب الجمباز والقفز المرن وكرة اليد وتبلغ مساحته الإجمالية 258000 متر مربع بينما تبلغ مساحة الإنشائات 80980 متر مربع ويحتوي 18000 مقعد بالإضافة لألفي مقعد مؤقت مخصص للأولمبياد
بدأ الإنشاء فيه بمايو 2005 وانتهت الأعمال في النصف الثاني سنة 2007.